# Gwiazdnica zaniedbana
Gwiazdnica zaniedbana (Stellaria neglecta Weihe) – gatunek rośliny z rodziny goździkowatych. Występuje w Europie, północnej Afryce, Kazachstanie i Kirgistanie.
W Polsce rośnie w rozproszeniu głównie w zachodniej, południowo-zachodniej i południowej części kraju.

## Morfologia

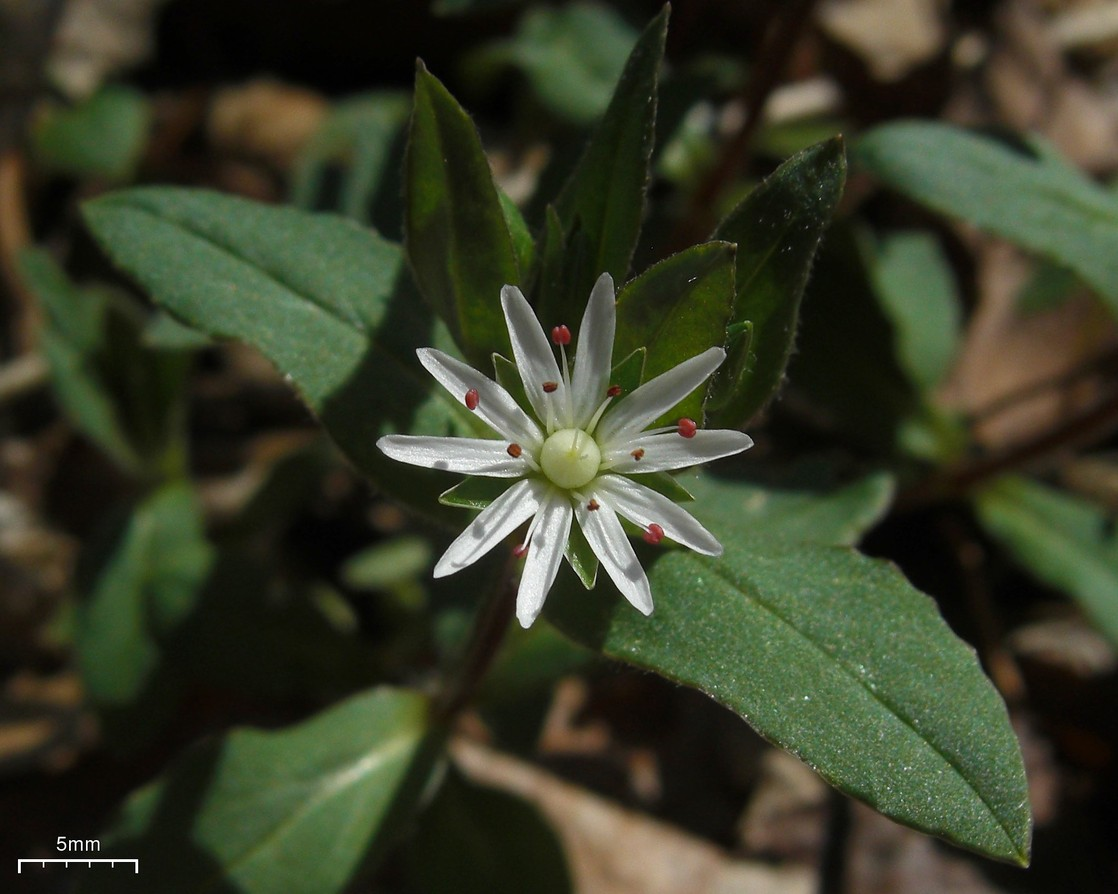
Kwiat

ŁodygaObła, z jedną linią włosków.
LiścieJajowate, ogonkowe, nagie, zwykle do 3 cm długości.
KwiatyPłatki korony białe, o długości 5-6,5 mm. Działki kielicha stępione, o długości 3-4 mm. Pręcików od 2 do 11, zwykle ponad 7. Pylniki przed otwarciem purpurowe.
OwocTorebka. Nasiona o długości 1-1,7 mm, z czterema rzędami brodawek ostrych, stożkowatych, wysokich brodawek.
Gatunki podobneGwiazdnica pospolita S. media ma płatki krótsze (do 5 mm długości) i mniej pręcików (zwykle od 1 do 5).

## Biologia i ekologia
Roślina jednoroczna lub dwuletnia. Kwitnie od czerwca do lipca. Rośnie w wilgotnych zaroślach, lasach i na łąkach. Liczba chromosomów 2n = 22. Gatunek charakterystyczny okrajków ze związku Alliarion.

## Zagrożenia i ochrona
Roślina umieszczona na polskiej czerwonej liście w kategorii DD (stopień zagrożenia nie może być określony).